# QY Puppis

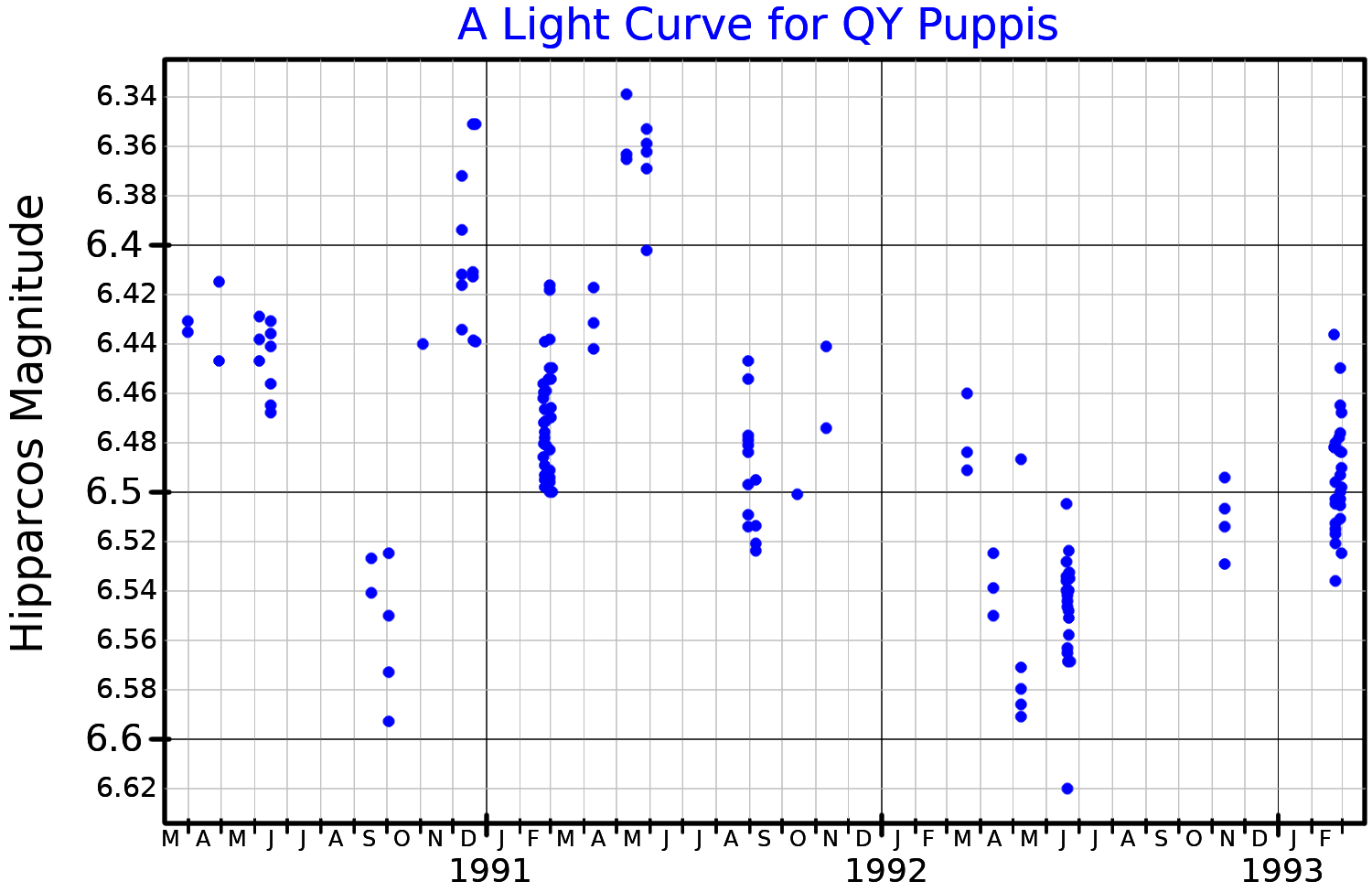
Una curva de luz para QY Puppis, trazada a partir de datos de Hipparcos.

QY Puppis (QY Pup / HD 63302 / HR 3026 / HIP 38031) es una estrella variable en la constelación de Puppis, la popa del Argo Navis. Se encuentra aproximadamente a 1850 años luz de distancia del sistema solar.
QY Puppis es una supergigante naranja de tipo espectral K2Iab.
Tiene una temperatura superficial de 4304 ± 34 K y una luminosidad bolométrica —que incluye una importante cantidad de energía emitida en el infrarrojo— casi 2500 veces mayor que la del Sol.
Tiene un radio 420 veces más grande que el radio solar, lo que equivale a 1,96 UA; si estuviese en el lugar del Sol su superficie se extendería más allá de la órbita de Marte.
Su metalicidad —abundancia relativa de elementos más pesados que el helio— es superior a la del Sol en un 32% ([Fe/H] = +0,12).
Tiene una masa aproximada 6,2 veces mayor que la masa solar.
QY Puppis es una variable semirregular de clase SRD, entre las que se cuenta R Puppis, en esta misma constelación.
El brillo de QY Puppis varía entre magnitud aparente +6,24 y +6,71, no existiendo período conocido.